# Vinko Marinović
Vinko Marinović (Vienna, 3 marzo 1971) è un allenatore di calcio ed ex calciatore bosniaco, di ruolo difensore, tecnico del Borac Banja Luka.

## Carriera

### Giocatore

#### Nazionale
Disputò una sola partita con la FR Jugoslavia, l'amichevole giocatasi a Tel Aviv il 23 dicembre 1998 contro l'Israele.

### Allenatore
Nel dicembre 2019 prese le redini del Sarajevo con il quale si laureò, già nella prima stagione, campione di Bosnia ed Erzegovina.

## Palmarès

### Giocatore

#### Competizioni nazionali
- Campionato serbo-montenegrino: 1

Stella Rossa: 1994-1995
- Coppa di Serbia e Montenegro: 3

Stella Rossa: 1992-1993, 1994-1995, 1995-1996, 1996-1997, 1998-1999

#### Competizioni internazionali
- Coppa Mitropa: 1

Borac Banja Luka: 1992

### Allenatore

#### Competizioni nazionali
- Prva liga Republike Srpske: 1

Kozara: 2010-2011
- Campionato bosniaco: 3

Zrinjski Mostar: 2016-2017
Sarajevo: 2019-2020
Borac Banja Luka: 2023-2024